# Carl Friedrich Gauss
Carl Friedrich Gauss (Gauß) (Braunschweig, 1777. április 30. – Göttingen, 1855. február 23.) német matematikus, természettudós, csillagász. Munkásságának elismeréseként „a matematika fejedelme” névvel illetik.
Kiváló tehetségű, sokoldalú tudósként a tudomány számos területének fejlődéséhez járult hozzá, így a számelmélethez, az analízishez, a differenciálgeometriához, a geodéziához, a mágnesességhez, az asztronómiához és az optikához. Olyan komoly hatása volt a matematika és a természettudomány több területére, hogy Euler, Newton és Arkhimédész mellett minden idők egyik legnagyobb matematikusaként tartják számon.
Csodagyerek volt; kisgyermekkori, meghökkentő érettségéről anekdoták keringenek. Még csak tinédzser volt, amikor első áttörő matematikai felfedezéseit elérte. 21 évesen fejezte be élete fő művét, a Disquisitiones Arithmeticae-t, ami döntő szerepet játszott a számelmélet tudományágként való megszilárdulásában, és máig formálja ezt a területet. Csillagászként kiszámította a Ceres törpebolygó pályáját, és kidolgozta a perturbációelméletet.

## Életpályája

### Fiatalkora

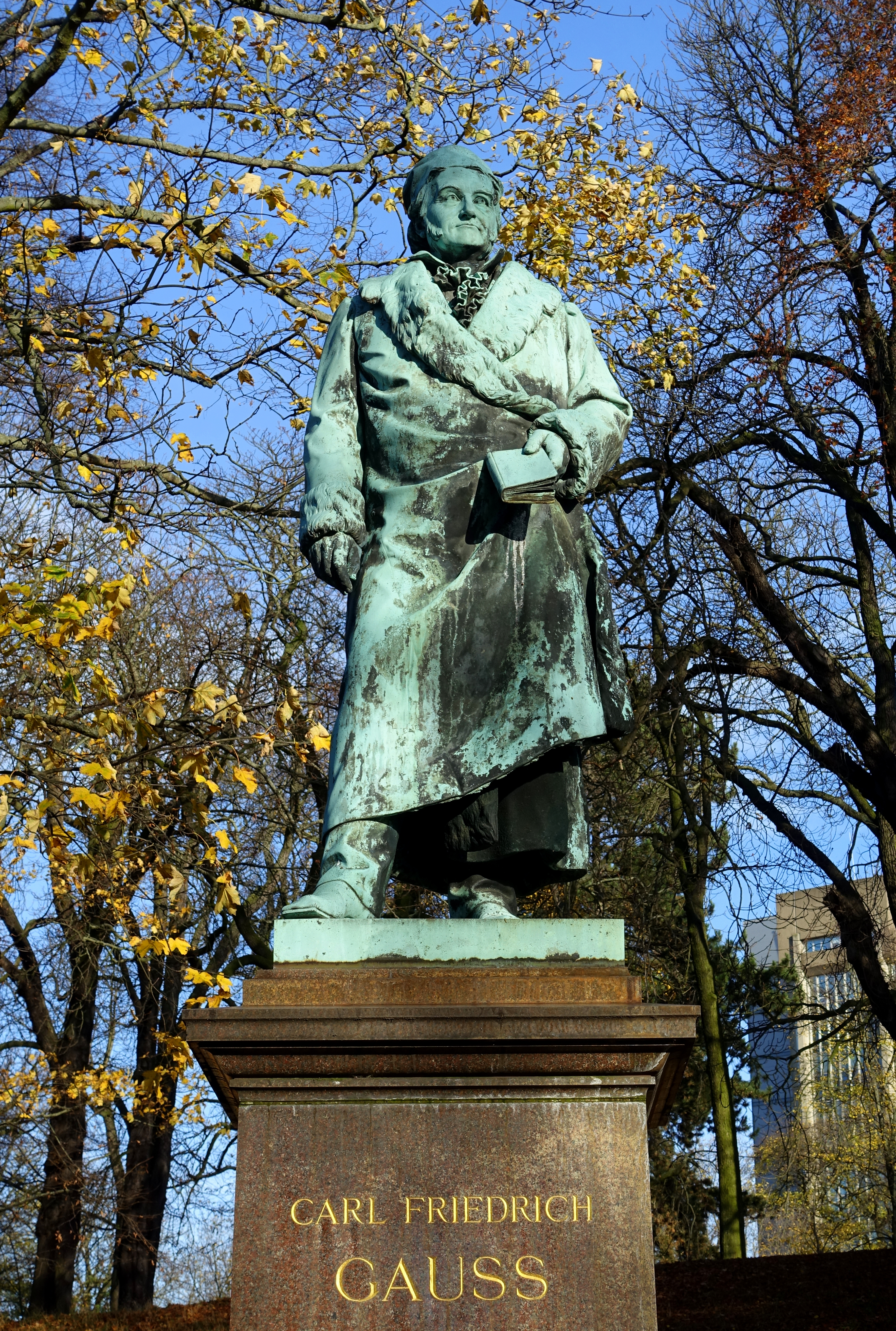
Gauss szobra Braunschweigben

Gauss Braunschweigben született, a németországi Braunschweig-Lüneburgi hercegségben (ma Alsó-Szászország része), műveletlen alacsonyabb osztálybeli szülők egyetlen gyermekeként. A legenda szerint tehetsége már hároméves korában megmutatkozott, amikor fejben kijavított egy összeadási hibát, melyet apja akkor vétett, amikor papíron számolta a pénzügyeket.

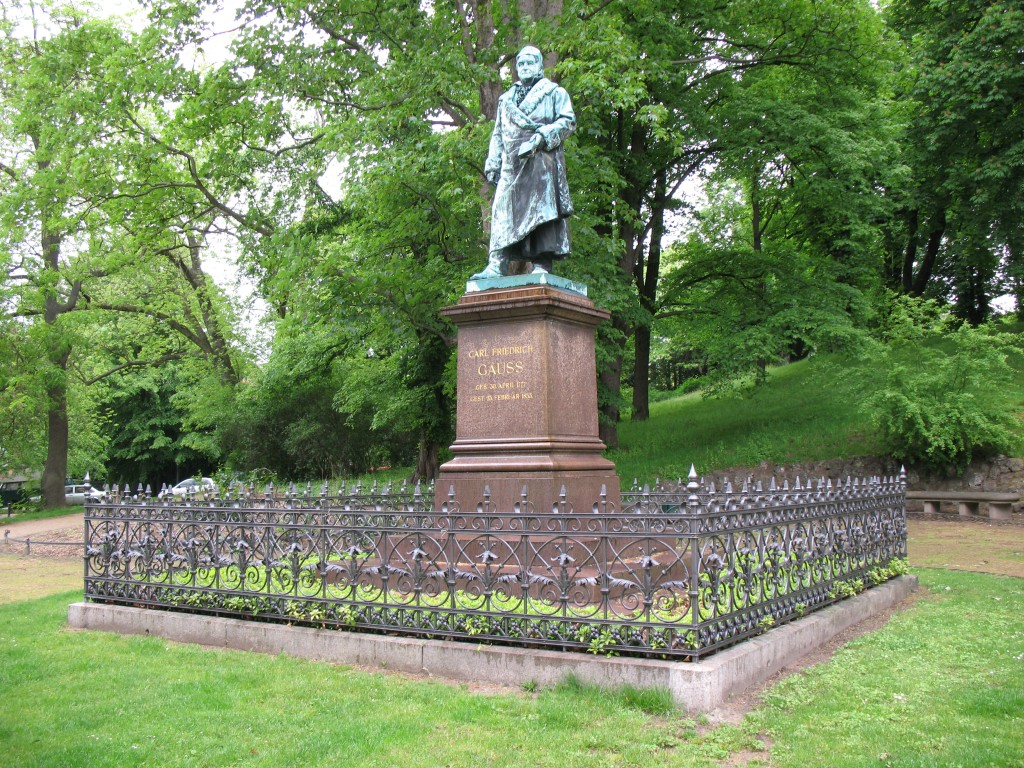
Gauss emlékműve szülőhelyén

Egy másik híres történet, amely a szájhagyomány útján átalakult, arról szól, hogy az általános iskolai tanára, J. G. Büttner diákjait azzal akarta lefoglalni, hogy 1-től 100-ig adják össze az egész számokat. A fiatal Gauss mindenki megdöbbenésére másodpercek alatt előrukkolt a helyes megoldással, megvillantva matematikai éleselméjűségét: a számsor alá visszafele leírta a számokat, majd az oszlopokat összeadta, így azonos összegeket kapott: 1 + 100 = 2 + 99 = 3 + 98 = 101 stb., ami összesen 50 darab különböző számpár x 101 =5050 eredményhez vezetett (minden számpár kétszer szerepel) (lásd a számtani sorozatokat és az összegzést).

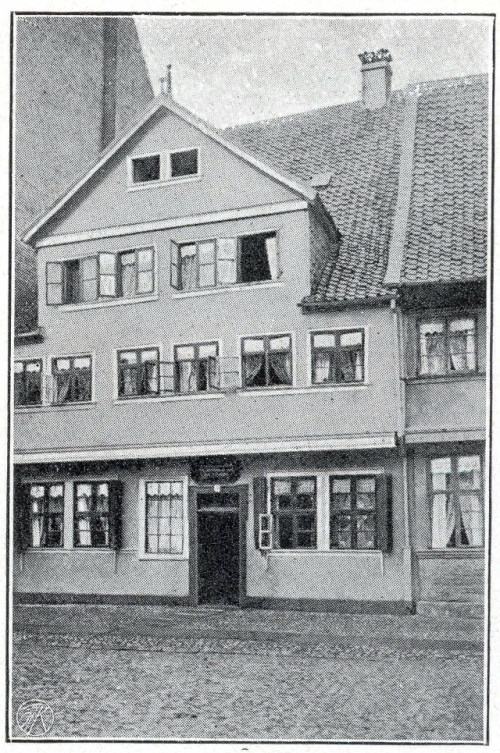
Gauss szülőháza Braunschweigben

II. Károly braunschweig–wolfenbütteli fejedelem ösztöndíjat adományozott Gaussnak a Collegium Carolinumba (ma Technische Universität Braunschweig), ahova 1792 és 1795 között járt, innen pedig a Göttingeni Egyetemre ment, ahol 1795 és 1798 között folytatta tanulmányait, amelyek alatt önállóan újra bizonyított számos fontos tételt; 1796-ban tört be a tudományos életbe, amikor sikerült megmutatnia, hogy bármely olyan szabályos sokszög, amely oldalainak száma Fermat-prím (és következésképpen azok a szabályos sokszögek is, melyek oldalszáma előállítható különböző Fermat-prímek és 2 valamelyik hatványának szorzataként) megszerkeszthető körző és vonalzó segítségével. Ez jelentős felfedezés volt a matematika egyik fontos területén; a szerkesztési problémák az ókori görögök óta foglalkoztatták a matematikusokat. Gauss olyannyira elégedett volt ezzel az eredménnyel, hogy azt kérte, egy szabályos tizenhétszöget véssenek a sírkövére. A sírköves ezt visszautasította, állítva, hogy a bonyolult szerkesztés alapvetően úgy nézne ki, mint egy kör.
1796 valószínűleg a legtermékenyebb év volt mind Gauss, mind a számelmélet számára. A tizenhétszög szerkesztését március 30-án publikálta. Az osztási maradékok azonosságán alapuló kongruencia relációját bevezetve megteremtette a moduláris számelméletet, igencsak megkönnyítve sok nehéz számelméleti probléma kezelését. Híres tételét a kvadratikus reciprocitásról április 8-án bizonyította. Ennek a figyelemre méltó tételnek a segítségével a matematikusok meghatározhatják a megoldhatóságát bármely másodfokú kongruenciának. A prímszámtétel, melyet május 31-én sejtett meg, használható képet ad a prímszámok egész számok közti eloszlásáról. Gauss július 10-én azt is észrevette, hogy bármely pozitív egész felírható legfeljebb három háromszögszám összegeként, majd naplójába lefirkantotta a híres szavakat: „Heuréka! num=Δ+Δ+Δ.” Október 1-jén publikált egy eredményt polinomok megoldásainak számával kapcsolatban, amely 150 évvel később végül a Weil-sejtéshez vezetett.

### Élete derekán

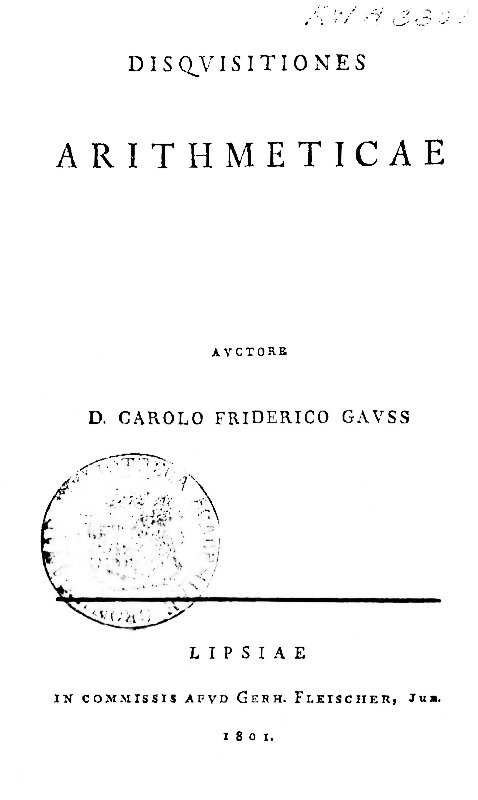
Gauss Disquisitiones Arithmeticae-jének címoldala

1799-es disszertációjában Gauss egy bizonyítást adott az algebra alaptételére. Ez a fontos tétel azt állítja, hogy minden legalább elsőfokú, valós vagy komplex együtthatós polinomnak van komplex gyöke. Más matematikusok már megpróbálták bizonyítani előtte, például d’Alembert is. Gauss disszertációja az összes korábbi bizonyítás kritikáját tartalmazta és adott egy újat. Saját maga jelölte ki ennek egy gyenge pontját: feltételezett egy algebrai görbékre vonatkozó szemléletes állítást. Azt ígérte, ezt precízen igazolja majd egy későbbi cikkében, ez a cikk azonban sohasem született meg. Gauss életében még három bizonyítást adott ezen tételre, részben valószínűleg disszertációjának hiányosságai miatt; az utolsó, 1849-es bizonyítása mai mércével mérve nagyon precíz. Próbálkozásai útközben nagymértékben letisztították a komplex számok fogalmát.
1800-ban publikálta máig is használatos húsvétképletét.
Gauss a számelmélethez is jelentősen hozzájárult 1801-es könyvével, a Disquisitiones Arithmeticae-vel, amely a moduláris aritmetika tiszta bemutatását tartalmazza, valamint a kvadratikus reciprocitás tételének első két bizonyítását. Ugyanezen év január 1-jén Giuseppe Piazzi olasz csillagász felfedezte a Ceres törpebolygót. Ez a momentum sarkallta Gausst arra, hogy megírja munkáját a kisbolygók nagybolygók által megzavart mozgásának elméletéről, amelyet végül 1809-ben publikált Theoria motus corporum coelestium in sectionibus conicis solem ambientum (a Nap körül kúpmetszetekben mozgó égitestek mozgásának elmélete) címen. Piazzi még csak néhány hónapja figyelte a Cerest, három fokon át követve az égen, amikor az átmenetileg eltűnt a Nap ragyogása mögé. További hónapokkal később, amikor a Ceresnek ismét meg kellett volna jelennie, Piazzinak nem sikerült megtalálnia: a kor matematikai eszközei nem voltak képesek egy pozíciót extrapolálni ilyen csekély mennyiségű adatból (három fok a teljes keringési pálya kevesebb, mint egy százalékát teszi ki).
Gauss, aki ekkor 23 éves volt, hallott a problémáról, így hát nekiveselkedett. Három hónap intenzív munkát követően, 1801 decemberében megjósolt egy pozíciót a Ceresnek – épp egy évvel az első megfigyelése után – és ez fél fokra pontosnak bizonyult: Zách János Ferenc 1801. december 31-én Gothában, majd egy nappal később Heinrich Olbers Brémában is újra felfedezte a kisbolygót. Zach megjegyezte, hogy „Doctor Gauss intelligens munkája nélkül lehet, hogy soha többé nem találtuk volna meg a Cerest.” A Cereshez kapcsolódó számításai alapján kidolgozta a perturbációelméletet.
Számításai közben olyannyira modernizálta a 18. század pályajóslásának nehézkes matematikáját, hogy a néhány évvel később Az égitestek mozgásának elmélete címen publikált műve a csillagászati számítás mérföldkövének számít. Ez bevezette a Gauss-féle gravitációs állandót, tartalmazta a legkisebb négyzetek módszerének hathatós kezelését, amelyet mind a mai napig használnak minden tudományágban a mérési hiba hatásának minimalizálására. Gauss ezt a módszert 1809-ben be tudta bizonyítani a normális eloszlású hibák feltétele mellett (lásd a Gauss–Markov-tételt). Az eljárást Adrien-Marie Legendre már korábban, 1805-ben leírta, de Gauss azt állította, hogy ő már 1795 óta használta.
Bár a herceg addig fizetéssel támogatta, nem mert teljesen a kegydíjra támaszkodni, továbbá úgy vélte, hogy a tiszta matematika nem annyira fontos, hogy támogatást érdemeljen. Így keresett egy csillagászi állást, és 1807-ben a göttingeni csillagászati obszervatórium csillagászprofesszora és igazgatója lett, s e posztokat élete végéig megtartotta.
Az 1810-es évek végén Gausst megkérték arra, hogy hajtson végre geodéziai vizsgálatot a Hannoveri Királyságban, hogy összekapcsolódjon a meglévő dán térképhálózattal. Gauss örömmel elfogadta a felkérést és személyes gondjaiba vette a vizsgálatot, nappal méréseket végzett, éjszakánként rendszerezte az eredményeket, felhasználva rendkívüli szellemi kapacitását a számításokra. Rendszeresen írt Schumachernek, Olbersnek és Besselnek, jelentve a haladását és problémákat fejtegetve. A vizsgálat részeként Gauss feltalálta a heliotrópot, amely a Nap sugarainak visszaverésével működött, tükörkészletet és egy kis teleszkópot felhasználva.
Gauss azt is állította, hogy felfedezte a nemeuklideszi geometriák lehetőségét, de sohasem publikálta. Ez a felfedezés jelentős paradigmaváltás volt a matematikában, mivel megszabadította a matematikusokat attól a tévhittől, hogy Euklidesz axiómáinak alkalmazása az egyetlen út a geometria következetessé és ellentmondásoktól mentessé tételére. Ezeken a geometriákon végzett kutatások vezettek többek között Albert Einstein relativitáselméletéhez, amely a világegyetemet nemeuklidesziként írja le. Barátja, Bolyai Farkas (akivel Gauss még diákként örök barátságot fogadott) éveken keresztül hiába próbálta bizonyítani a párhuzamossági axiómát Euklidesz többi geometriai axiómájából. Bolyai fia, Bolyai János 1829-ben fedezte fel a nemeuklideszi geometriát; a munkáit 1832-ben publikálta. Miután ezt látta Gauss, azt írta Bolyai Farkasnak: „Ezt dicsérni saját magam dicséretével járna. Mivel a munka teljes tartalma … szinte teljesen megegyezik saját gondolataimmal, amelyek az utolsó 30-35 évben lefoglalták az agyamat.” Ez a be nem bizonyított állítás nagy terhet helyezett Bolyai Jánossal való kapcsolatára, aki úgy gondolta, hogy Gauss ellopta az ő ötletét.

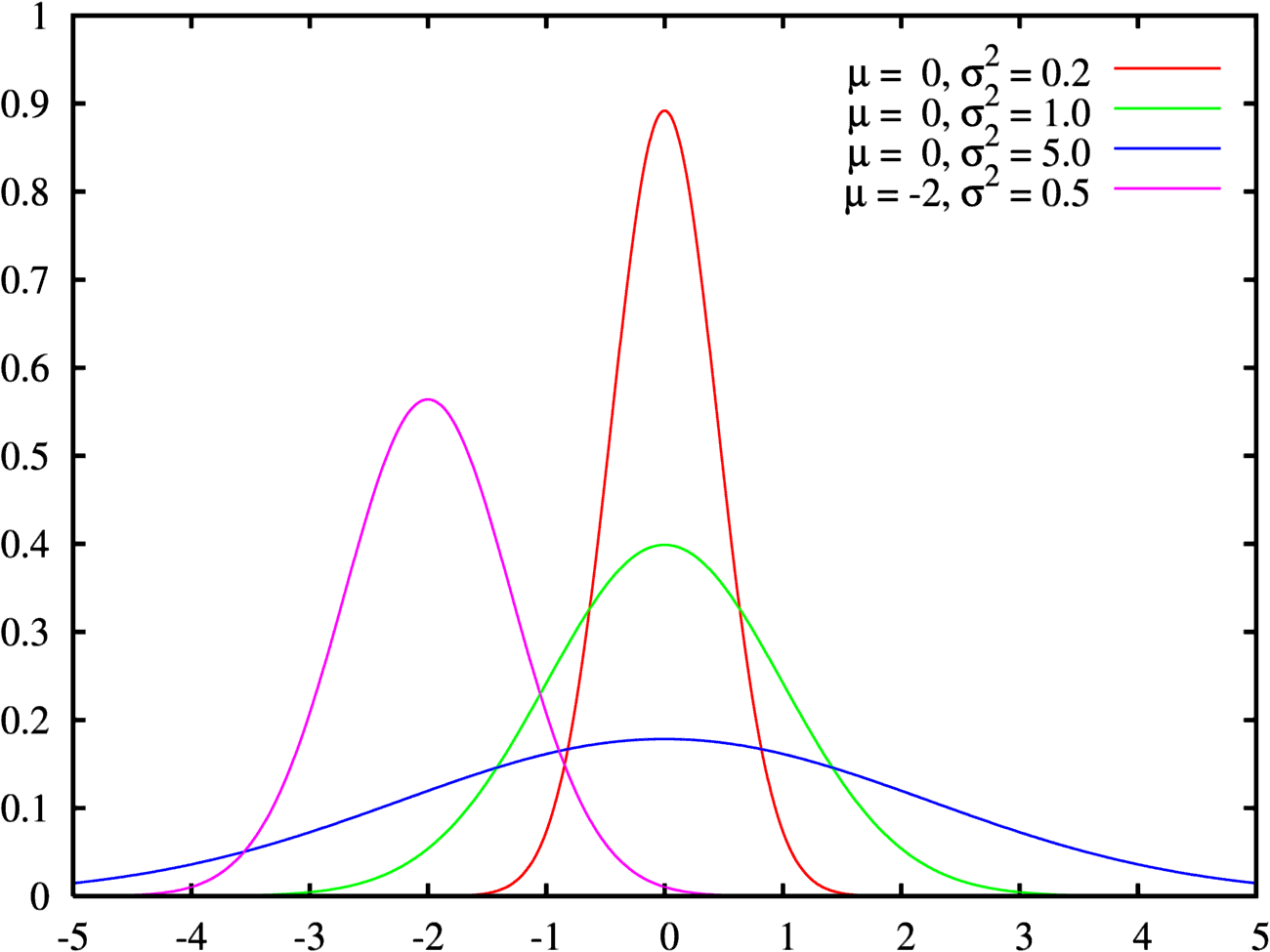
Gauss-eloszlás a statisztikában

A hannoveri vizsgálat később a Gauss-eloszlás (amelyet normál eloszlásként is ismernek) kidolgozásához vezetett, a mérési hibák leírására. Sőt, ez felkeltette Gauss érdeklődését a differenciálgeometria iránt (ez a matematikának egy, görbékkel és felületekkel foglalkozó ága). Ezen a területen egy fontos tétellel állt elő: a theorema egregiummal (latinul „nevezetes tétel”), amely a görbület fogalmának egy fontos tulajdonságát állapítja meg. Hétköznapi nyelven a tétel azt állítja, hogy a felület görbülete teljes egészében meghatározható szögek és távolságok mérésével a felületen; azaz a felület görbületi viszonyainak, s ezáltal a háromdimenziós térbe való „beágyazottságának” módja anélkül is megismerhető, hogy a felületből kilépnénk, és magát a teljes teret is ismernénk.

### Kései évek, halála és utóélete

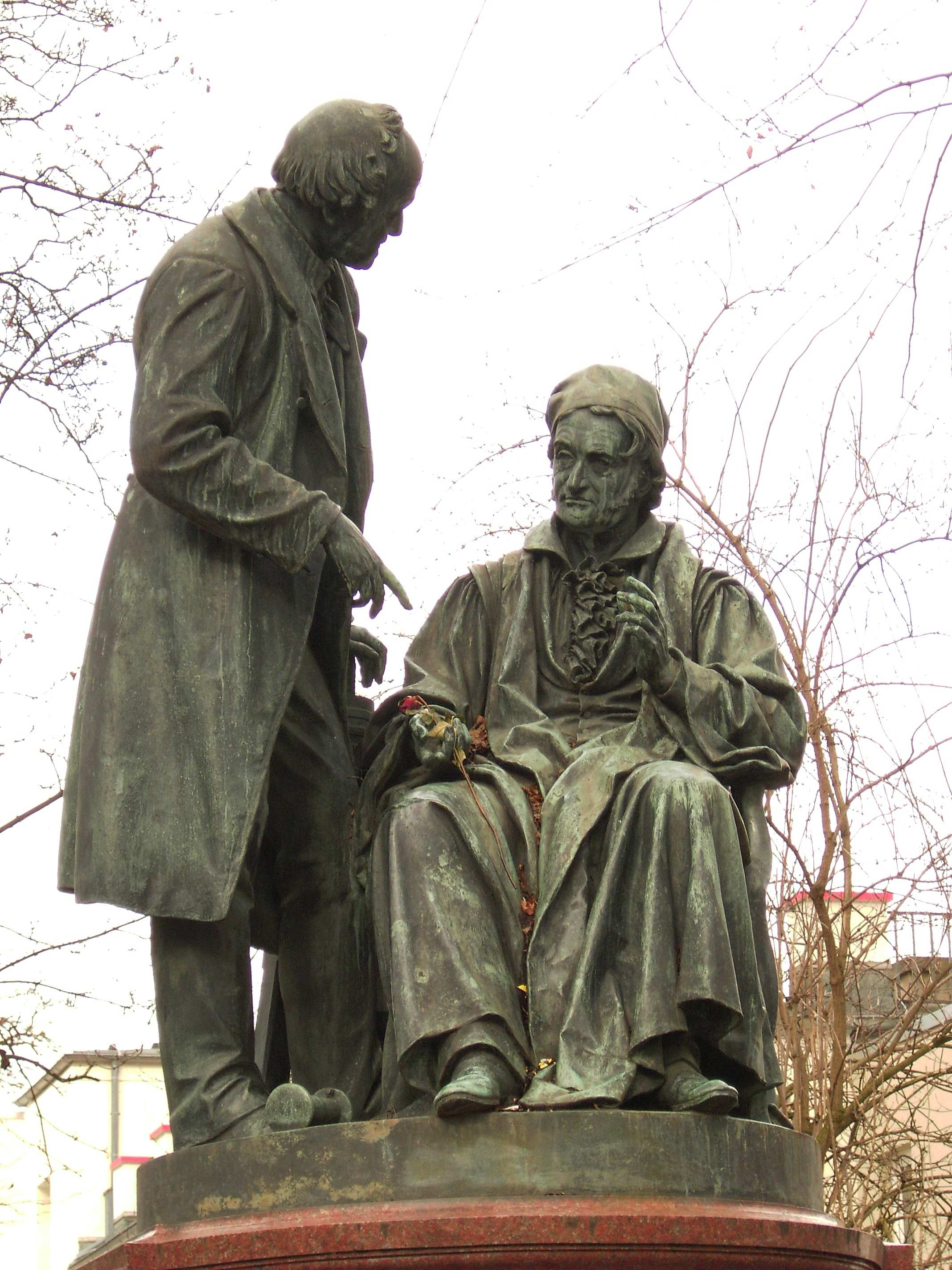
Gauss és Weber szobra Göttingában

1831-ben Gauss gyümölcsözően működött együtt Wilhelm Weber fizikaprofesszorral; ez új ismeretekhez vezetett a mágnesség terén (beleértve a mágnesség mértékegységeinek kitalálását) és Kirchhoff huroktörvényének felfedezéséhez az villamosságtanban. Gauss és Weber az első elektromos távírót 1833-ban készítette el, amely az obszervatóriumukat a göttingeni fizikai intézettel kapcsolta össze. Egy mágneses obszervatóriumot építtetett az obszervatórium udvarán és Weberrel megalapította a „mágneses egyesületet” (magnetischer Verein), amely a Föld mágneses mezőjének mérését támogatta szerte a világon. Kifejlesztett egy módszert a mágneses mező horizontális intenzitásának mérésére, amely egészen a 20. század második feléig használatban volt és elősegítette a Föld mágneses mezője belső (mag és kéreg), valamint külső részének (magnetoszféra) elkülönítésének matematikai elméletét.
Gauss a németországi Göttingenben hunyt el, a Hannoveri Királyságban (ma Alsó-Szászország része), 1855-ben, és ott az Albanifriedhof temetőben hantolták el. Az agyát megőrizték, és Rudolf Wagner tanulmányozta, aki 1492 gramm tömegűnek és 219 588 cm² felszínűnek találta. Továbbá magas fejlettségi szintű agytekervényeket is találtak benne, amellyel a 20. század elején zsenialitását magyarázták.

### Családi élete
Gauss magánéletét beárnyékolta szeretett első feleségének, Johanna Osthoffnak a korai, 1809-ben bekövetkezett halála, amelyet nem sokkal később egyik gyermekük, Louis halála követett. Gauss depresszióba zuhant, amelyből sosem épült fel teljesen. Újranősült, elvette első feleségének egyik barátnőjét, Friederica Wilhelmine Waldecket (Minna), de ez a házasság nem sok örömöt szerzett neki. Mikor 1831-ben hosszú betegség után második hitvese is eltávozott az élők sorából, egyik lánya, Therese vette át a háztartás vezetését, és ő gondoskodott Gaussról egészen a halála napjáig. Gauss édesanyja 1817-től 1839-ben bekövetkezett haláláig az ő házában élt.
Gaussnak hat gyermeke született, mindkét feleségétől három. Johannától (1780–1809) Joseph (1806–1873), Wilhelmina (1808–1846) és Louis (1809–1810). Gyermekei közül állítólag Wilhelmina örökölte a legtöbb tehetséget tőle, ám ő hamar elhunyt. Minna Waldecktől (1788–1831) született Eugen (1811–1896), Wilhelm (1813–1879) és Therese (1816–1864). Eugen az Egyesült Államokba emigrált, miután 1832 körül összeveszett apjával, végül, a missouri St. Charlesban telepedett le, ahol a közösség igen megbecsült tagjává vált. Wilhelm valamivel később telepedett le Missouriban, először farmerként tevékenykedett, majd később a cipőiparban gazdagodott meg, St. Louisban. Therese apja haláláig a háztartást vezette, majd negyvenévesen férjhez ment.

### Személyisége

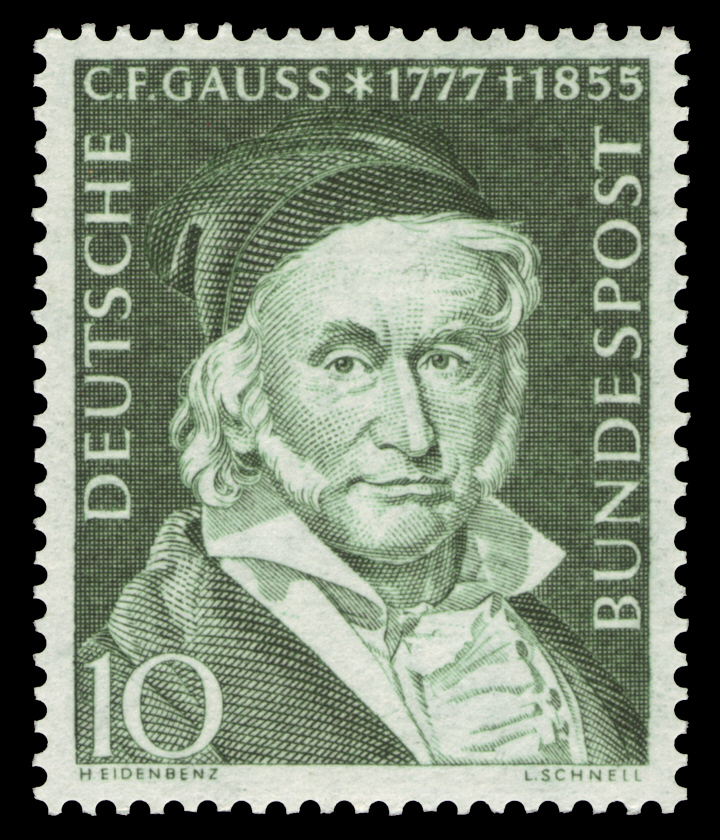
1955-ös német postabélyeg, amely Gauss halálának 100. évfordulójáról emlékezik meg

Gauss buzgó és szorgalmas maximalista volt. Egy jellemző (de nem igaz) anekdota szerint Gausst egyszer egy nagyon bonyolult számítás közepette félbeszakították azzal, hogy a felesége haldoklik, mire ő így felelt: „Szóljatok neki, hogy várjon amíg befejezem!” Nem volt termékeny író, nem engedte azokat a műveit publikálni, amelyek szerinte még nem voltak teljesen készek és kritikán felüliek. Ez a hozzáállás személyes mottójának köszönhető: „pauca sed matura” (keveset, de érettet). Egy, a személyes naplóiról készült tanulmány megállapította, hogy valóban több fontos matematikai fogalmat fedezett fel évekkel vagy évtizedekkel azelőtt, hogy azt kortársai publikálták volna. A prominens matematikatörténész, Eric Temple Bell 1937-ben azt állította, hogy ha Gauss felfedte volna összes eredményét, a matematika ötven évet haladt volna előre.
Egy másik kritika azt sérelmezi Gauss-szal kapcsolatban, hogy nem támogatta ifjú követőit. Alig-alig dolgozott más matematikusokkal együtt, sokak zárkózottnak és barátságtalannak tartották. Bár fogadott maga mellé néhány tanítványt, köztudott volt róla, hogy nem szeretett tanítani (állítólag csak egyszer vett részt egy tudományos konferencián, 1828-ban, Berlinben). Azonban tanítványai közül mégis többen befolyásos matematikusokká váltak, mint például Richard Dedekind, Bernhard Riemann és Sophie Germain.
Gauss általában nem jött ki jól férfi rokonaival. Apja azt szerette volna, ha nyomdokaiba lép, azaz kőműves lesz. Nem támogatta Gauss matematikai és tudományos iskoláztatását, így Gausst elsősorban édesanyja segítette erőfeszítéseiben. De ugyanígy voltak nézeteltérései fiaival, akik közül kettő az USA-ba emigrált. Nem akarta, hogy bármelyik fia matematikai vagy tudományos pályára lépjen, nehogy „beszennyezzék a családi hírnevet”. Eugennel való konfliktusa különösen keserű volt. Gauss Eugent ügyvédnek akarta taníttatni, de őt a nyelvek érdekelték. Volt egy összetűzésük egy bál körül, amelyet Eugen tartott, de Gauss nem akarta kifizetni. A fiú dühösen távozott Amerikába, ahol meglehetős sikereket ért el. Jó pár évbe beletelt, mire a róla Gauss barátaiban és kollégáiban kialakult képet ellensúlyozni tudta sikereivel.
Gauss mélyen vallásos és konzervatív ember volt, a monarchiát támogatta Napóleon ellenében, akit a forradalom kinövésének tartott.

## Emlékezete
1989-től 2000 végéig az ő arcképe és egy normál eloszlású görbe szerepelt a német tízmárkás bankjegyen. Németország három róla megemlékező bélyeget is kibocsátott. A fent látható 725-ös bélyeget 1955-ben, halálának 100. évfordulója alkalmából bocsátották ki; az 1246-os és az 1811-es bélyeget 1977-ben, születésének 200. évfordulóján adták ki.
G. Waldo Dunnington egész életében Gausst tanulmányozta: rengeteg cikket írt, 1955-ben publikálta életrajzát is: Carl Friedrich Gauss: Titan of Science (A tudomány óriása). Ezt a könyvet 2004-ben, majdnem 50 év után ismét kiadták.
Gauss Daniel Kehlmann német-osztrák író sikerregényének, A világ fölmérésének egyik központi figurája.
A Holdon a Gauss-krátert az ő tiszteletére nevezték el, ahogyan az 1001 Gaussia aszteroidát is.
A matematikában több fogalom is őrzi a nevét:
- Gauss-egészek, azok az {\displaystyle a+bi} alakú komplex számok, ahol {\displaystyle a} és {\displaystyle b} is egész
- Gauss-összeg
- Gauss-lemma
- Gauss–Lucas-tétel
- Gauss-eliminációnak nevezik a lineáris egyenletrendszerek megoldásának egyik lehetséges módszerét.
- A normális eloszlást szokás Gauss-eloszlásnak is nevezni.
- A sztochasztikus folyamatok egy speciális esetét Gauss-folyamatnak nevezik.
- A differenciálgeometria egyik lényeges fogalma a Gauss-görbület, ami a felületek belső geometriájának fontos invariánsa.
- Gauss–Osztrohradszkij-tétel
- Gauss–Seidel-módszer
- Gauss–Krüger-féle vetületi rendszer, melyet jelenleg is sok helyen használnak a térképészetben
- Gauss-gömb, mely az ún. kettős vetítést alkalmazó ellipszoidi vetületeknél játszik alapvető szerepet
- Gauss (mértékegység) – a róla elnevezett mágneses térerősség egysége
- Gauss-féle első és második alapmennyiség – differenciálgeometriai fogalmak

## Magyarul megjelent művei
- Bolyai Farkas–Gauss Frigyes Károly levelezése; szerk. jegyz., életrajz Schmidt Ferenc, Stäckel Pál; MTA, Bp., 1899
- A Bolyai-Gauss levelezés. A teljes levelezés első gyűjteményes kiadása; szerk. Nagy Ferenc; Bolyai–Better–Püski, Bp., 2004 (Bolyai akadémia könyvtár)
- Bolyai Farkas és Carl Friedrich Gauss levelezése. A teljes levelezés első magyar fordítása; szerk. Nagy Ferenc, ford. B. Fejér Gizella, átdolg. Pálinkás János; Bolyai–Better–Püski, Bp., 2015 (Bolyai akadémia könyvtár)

### Angol nyelven
- Gauss összes munkája[halott link] (eredeti nyelven, angol menü)
- Gauss-életrajz (angol nyelven)
- John J. O'Connor és Edmund F. Robertson. Carl Friedrich Gauss a MacTutor archívumban. (angolul)
- Carl Friedrich Gauss,
- Gauss, általános információ.
- Nekrológ: MNRAS 16 (1856) 80
- Gyermekkori problémáinak és azok forrásainak megtárgyalása
- Képek a Gauss családról
- Adatok

### Magyar nyelven
- Vargha Domokosné: Carl Friedrich Gauss magyar csillagász barátai. Magyar Tudomány, 1998/9
- Daniel Kehlmann: A világ felmérése (regény)
- Oláh-Gál Róbert: Gauss és Bolyai János — újraértékelve (magyar nyelven). Érintő (Bolyai János Matematikai Társulat), 2017. szeptember 1. [2018. szeptember 22-i dátummal az eredetiből archiválva]. (Hozzáférés: 2018. szeptember 22.)